# Cabuya (Panama)
Cabuya è un comune (corregimiento) della Repubblica di Panama situato nel distretto di Antón, provincia di Coclé. Si estende su una superficie di 60,6 km² e conta una popolazione di 2.119 abitanti (censimento 2010).